# كاروزي
كاروزي (بالإنجليزية: Karuzi)‏ هي مدينة في بوروندي، وهي عاصمة مقاطعة كاروزي.